# A&E
A&E је америчка телевизијска мрежа чији је власник A&E Networks. Основана је 1984. године под називом Arts & Entertainment Network.
Од јула 2015. доступан је за приближно 95.968.000 домаћинстава телевизије (82,4% домаћинстава са телевизором) у Сједињеним Америчким Државама. Америчка верзија се дистрибуира и у Канади, док су међународне верзије покренуте за Аустралију, Латинску Америку и Европу.